# Celama pleurosema
Celama pleurosema är en fjärilsart som beskrevs av Turner 1944. Celama pleurosema ingår i släktet Celama och familjen trågspinnare. Inga underarter finns listade i Catalogue of Life.